# Cantone di Montaner
Il Cantone di Montaner era una divisione amministrativa dell'arrondissement di Pau.
È stato soppresso a seguito della riforma complessiva dei cantoni del 2014, che è entrata in vigore con le elezioni dipartimentali del 2015.
Comprendeva i comuni di:
- Aast
- Baleix
- Bédeille
- Bentayou-Sérée
- Casteide-Doat
- Castéra-Loubix
- Labatut
- Lamayou
- Maure
- Monségur
- Montaner
- Ponson-Debat-Pouts
- Ponson-Dessus
- Pontiacq-Viellepinte
- Sedze-Maubecq